# 큰뉴기니가시쥐
큰뉴기니가시쥐(Rattus praetor)는 시궁쥐속에 속하는 설치류의 일종이다. 인도네시아와 파푸아뉴기니, 솔로몬 제도에서 발견된다.

## 특징
꼬리 길이 144~181mm를 제외한 몸길이가 157~245mm인 중간 크기의 설치류로 발 길이는 34.1~39mm, 귀 길이는 18.6~20mm이다. 몸무게는 최대 240g이다.
땅 위에서 생활하는 육상성 설치류이다. 복잡한 굴을 판다. 바위와 쓰러진 나무들 위에 자주 오른다. 연중 번식을 하며 암컷은 한 번에 2~7마리의 새끼를 낳는다.

## 분포 및 서식지
뉴기니섬 서부와 비스마르크 제도, 솔로몬 제도 일부 섬에 널리 분포한다. 해발 2,000m 이내 고도에서 서식한다.

## 아종
2종의 아종이 알려져 있다.
- R. p. praetor - 비스마르크 제도의 뉴브리튼, 마누스, 움보이, 카르카르섬, 푸르디 제도, 솔로몬 제도의 부건빌과 슈아죌
- R. p. coenorum (Thomas, 1922) - 뉴기니섬의 북중부와 서부, 눔포르, 살라와티, 제베